# Neurypexina quadricaudata
Neurypexina quadricaudata är en fjärilsart som beskrevs av George Thomas Bethune-Baker 1926. Neurypexina quadricaudata ingår i släktet Neurypexina och familjen juvelvingar. Inga underarter finns listade i Catalogue of Life.